# نیلوفر آبی آفریقای غربی
 نیلوفر آبی آفریقای غربی(نام علمی: Nymphaea micrantha) نام یک گونه از سرده نیلوفر آبی است.